# جزیره مونا
جزیره مونا (اسپانیایی: Isla de la Mona‎) سومین جزیره بزرگ پورتوریکو پس از جزیره اصلی پورتوریکو و ویکوز است. این جزیره با نام ذخیره‌گاه طبیعی جزیره مونا شناخته می‌شود. به جز زیست‌شناسان و نگهبانان، فرد دیگری در این جزیره حضور نداشته و زندگی نمی‌کند.